# Thymoites promatensis
Thymoites promatensis là một loài nhện trong họ Theridiidae.
Loài này thuộc chi Thymoites. Thymoites promatensis được miêu tả năm 2009 bởi Lise & Silva.